# Léon d’Hervey de Saint-Denys
Marie-Jean-Léon Lecoq, Baron d’Hervey de Juchereau, Marquis d’Hervey de Saint-Denys (Párizs, 1822. május 6. – Párizs, 1892. november 2.; kínai neve pinjin hangsúlyjelekkel: Dé Lǐwén; magyar népszerű: Tö li-ven; kínaiul: 德理文) francia onirológus, sinológus.

## Élete, munkássága
Az 1867-es párizsi világkiállítás az arisztokrata Léon d’Hervey de Saint-Denys volt a kínai pavilonért felelős kiállítási biztos. 1874-ben megörökölte Stanislas Julien posztját a Collège de France kínai székén, 1878-ban pedig az Académie des inscriptions et belles-lettres tagjává választották.
Léon d’Hervey de Saint-Denys jelentős életművet hagyott hátra az onirológis, vagyis a tudományos álomfejés területén, őt tekintik a legelső onirológusok egyikének. Sinológia munkássága sem elhanyagolható, annak ellenére, hogy nem tartozik a legkiemelkedőbb francia sinológusok körébe, mégis jelentős szerepet játszott a tudománytörténetben. Kínai tárgyú kutatásai közül leginkább a Tang-kori költészet terén végzett munkái kiemelkedők. 1876-ban a kínai nemzetiségek néprajzi vizsgálatával kapcsolatos, Ethnographie des peuples étrangers à la Chine című munkájáért Stanislas Julien-díjjal jutalmazták.
Jeles tanítványai: Édouard Chavannes és Paul Pelliot.

## Főbb művei

### Onirológia (tudományos álomfejtés)
- Hervey de Saint-Denys (1867). Les Rêves et les moyens de les diriger; Observations pratiques. (Transl.: Dream and the Ways to Direct Them: Practical Observations). Paris: Librairie d'Amyot, Éditeur, 8, Rue de la Paix.(Originally published anonymous).Text on line
- Henri Cordier (1892). Necrologie: Le Marquis d'Hervey Saint Denys . T'oung Pao- International Journal of Chinese Studies. Vol. 3 No. 5, pag. 517-520. Publisher E.J. Brill/Leiden/The Netherlands.Text on line
- Alexandre Bertrand (1892). Annonce du décès de M. le marquis Léon d'Hervey de Saint-Denys, membre de l'Académie.(Transl.: Announcement of the death of Marquis d'Hervey de Saint-Denys, member of the Academie). Comptes rendus des séances de l'Académie des Inscriptions et Belles-Lettres, Vol. 36, Issue 6, page 377.Text on line
- Alexandre Bertrand (1892). Paroles prononcées par le Président de l'Académie à l'occasion de la mort de M. le marquis d'Hervey-Saint-Denys. (Transl.: Words spoken by the president of the Academy on the occasion of the death of marquis d'Hervey de Saint-Denys)). Comptes rendus des séances de l'Académie des Inscriptions et Belles-Lettres, Vol. 36, Issue 6, pages 392-397. Text on line
- Hervey de Saint-Denys (1964). Les Rêves et les moyens de les diriger. Paris: Tchou/Bibliothèque du Merveilleux.Preface by Robert Desoille.  Edited by Jacques Donnars. This edition does not contain 'The Appendix' from the 1867-book. Text on line
- B. Schwartz (1972). Hervey de Saint-Denys: Sa vie, ses recherches et ses découvertes sur le sommeil et les reves. Hommage à l'occasion du 150e anniversaire de sa naissance (Transl.: Hervey de Saint-Denys: His life, his investigations and his discoveries about the sleep and the dreams. Tribute on the 150th anniversary of his birth). Revue d'Electroencéphalographie et de Neurophysiologie Clinique, Vol 2, Issue 2, April–June 1972, pages 131-139.
- Hervey de Saint-Denys (1977). Les Rêves et les moyens de les diriger. Plan de la Tour: Editions d'Aujourd'hui.(Facsimile reprint of the Tchou-Edition)
- Hervey de Saint-Denys (1982). Dreams and how to guide them. Translated by N.Fry and edited by Morton Schatzman. London. Gerald Duckworth. ISBN 0-7156-1584-X. (abbreviated version)
- C.M. den Blanken & E.J.G. Meijer (1988/1991). An Historical View of "Dreams and the Ways to Direct Them; Practical Observations" by Marie-Jean-Léon LeCoq, le Marquis d'Hervey-Saint-Denys. Lucidity Letter, December, 1988, Vol.7, No.2,p. 67-78. Revised Edition: Lucidity, 1991,Vol.10 No.1&2, p. 311-322. This article contains an English translation of the forgotten Appendix from the 1867-book. Text on line
- Hervey de Saint-Denys (1991). Les Reves et les Moyens de les Diriger. Editor D'Aujourd'hui.ISBN F001579835 EAN 265-0001579838. No illustrations
- B. Schwartz (1992). Ce qu'on a du savoir, cru savoir, pu savoir sur la vie du marquis d'Hervey de Saint-Denys. (Transl.: What was supposed to be known and what was believed to be known). Oniros no. 37/38, pag. 4-8. Soc. Oniros/Paris
- R. Ripert (1992). Découverte et réhabilitation d'Hervey de Saint-Denys.(Transl.: The discovery and rehabilitation of d'Hervey de Saint-Denys). Oniros no.37/38 pag. 20-21. Soc. Oniros/Paris
- Hervey de Saint-Denys (1995). Les Rêves et Les Moyens de Les Diriger:Observations Pratiques. ISBN 978-2909318042. Soc.Oniros/Paris.
- O. de Luppé, A. Pino, R. Ripert & B. Schwartz (1995).  D'Hervey de Saint-Denys 1822-1892; Biographie, Correspondance familiale, l'oeuvre de l'onirologue & du sinologue; les hommages rendus à l'auteur lors du centenaire de sa mort et l'exposition artistique autour de ses rêves.(Transl.: D'Hervey de Saint-Denys 1822-1892; Biography, Family correspondence, oneirological and sinological works; Tributes to the author on the centenary of his death and artistic exposition regarding his dreams) Oniros, BP 30, 93451 Ile Saint-Denis cedex. The tributes are by Carolus den Blanken, Celia Green, Roger Ripert and Paul Tholey. ISBN 978-2909318035
- Hervey de Saint-Denys (2000). I sogni e il modo di dirigerli. (Transl.: The dream and the way to direct it). Translation by C.M. Carbone , Il Minotauro, Phoenix. ISBN 8886732244, 9788886732246
- Hervey de Saint-Denys (2005/2013). Dromen: Praktische Observaties. (Transl.: Dreams: Practical Observations – Integral Dutch Translation of Les Rêves et les moyens de les diriger: Observations Pratiques)(E-book) ISBN 978-90-82096309. Editor and Translator Drs. Carolus M. den Blanken. Text on line Archiválva 2014. május 14-i dátummal a Wayback Machine-ben
- Hervey de Saint-Denys (2007). Les Rêves et les moyens de les diriger. No illustrations. ISBN 978-2915842234 EAN: 978-2915842234. Broché. Editions Cartouche/Paris. Also in E-book format
- Hervey de Saint-Denys, Marie Jean Leon (2008). Les Rêves et les Moyens de les diriger. No illustrations. No Appendix. ISBN 9782915495515 EAN: 2915495513. Paperback, Buenos Books International/Paris
- Hervey de Saint-Denys, Marie Jean Leon (2013). Les Rêves et les Moyens de les diriger. No illustrations. No Appendix.  E-Pub Edition, Buenos Books America LLC. ISBN 9782915495522 EAN 978-2915495522
- Hervey de Saint-Denys (2016). ''Dreams and the Ways to Direct Them: Practical Observations''. (E-book) ISBN 978-90-820963-6-1. Editors: Drs. Carolus  den Blanken & Drs. Eli Meijer. Editor Latin Sentences: Prof. Dr. Jan van Gijn.  Integral Edition, incl. original covers, frontispiece, as well as  the  (censored) Appendix.<small>[<small>[http://members.casema.nl/carolusdenblanken/Downloads/Hervey%20de%20Saint-Denys%20-%20Dreams;%20Practical%20Observations.pdf Text on line]</small>  Text on line]</small>

### Sinológia
- Hervey de Saint-Denys (1850). Recherches sur l'agriculture et l'horticulture des Chinois et sur les végétaux, les animaux et les procédés agricoles que l'on pourrait introduire... dans l'Europe occidentale et le nord de l'Afrique. (Studies on the agriculture and horticulture of the Chinese). Allouard et Kaeppelin. Paris text on line
- Hervey de Saint-Denys (1859). La Chine devant l’Europe. Amyot/Paris text on line
- Hervey de Saint-Denys (1862). Poésies de l'époque des T'ang. Étude sur l’art poétique en Chine (Poems of the Tang Dynasty). Paris: Amyot.
- Hervey de Saint-Denys (1869). Recueil de textes faciles et gradués en chinois moderne, avec un tableau des 214 clefs chinoises et un vocabulaire de tous les mots compris dans les exercices, publié à l'usage des élèves de l'École spéciale des langues orientales
- Hervey de Saint-Denys (1870). Le Li-sao, poéme du IIIe siècle avant notre ére, traduit du chinois (The Li Sao, a poem of the 3rd century BC, translated from Chinese). Paris: Maisonneuve
- Hervey de Saint-Denys (1872). Mémoire sur l'histoire ancienne du Japon d'après le Ouen Hien Tong Kao de Ma-Touan-Lin. Imprimerie Nationale. Paris Text on line
- Hervey de Saint-Denys (1873). Mémoire sur l'ethnographie de la Chine centrale et méridionale, d'après un ensemble de documents inédits tirés des anciens écrivains chinois. In-8°, paginé 109-134. Extrait des "Mémoires de la Société d'ethnographie". XII. text on line
- Hervey de Saint-Denys (1873-1880). Ban Zai Sau, pour servir à la connaissance de l'Extrême-Orient, 4 vol.
- Hervey de Saint-Denys (1875). Sur le pays connu des anciens Chinois sous le nom de Fou-sang, et de quelques documents inédits pouvant servir à l'identifier. Comptes rendus des séances de l'Académie des Inscriptions et Belles-Lettres, Vol. 19, Issue 4, pages 319-335. Text on line
- Hervey de Saint-Denys (1876). Mémoire sur le pays connu sous le nom de Fou-Sang
- Hervey de Saint-Denys (1876–1883). Ethnographie des peuples étrangers de la Chine (Ethnography of people abroad in China), translated from Ma Duanlin.H. Georg, 2 Vol.4. Paris. – London H. Georg. – E. Leroux. – Trübner text on line
- Hervey de Saint-Denys (1879). Sur une notice de M. August Strindberg concernant les relations de la Suède avec la Chine et les pays tartares, depuis le milieu du XVIIe siècle jusqu'à nos jours. Comptes rendus des séances de l'Académie des Inscriptions et Belles-Lettres, Vol  23, Issue 2, pages 137-140.
- Hervey de Saint-Denys (1885). Trois nouvelles chinoises. Translation of selections from Jingu qiguan 今古奇觀.Ernest Leroux éditeur, « Bibliothèque Orientale Elzévirienne », vol. XLV, Paris Text on line
- Hervey de Saint-Denys (1886). L’Annam et la Cochinchine. Imprimerie Nationale. Paris
- Hervey de Saint-Denys (1887). Mémoires sur les doctrines religieuses; de Confucius et de l'école des lettres (Dissertations on religious doctrines; from Confucius to the school of letters)
- Hervey de Saint-Denys (1889). La tunique de perles. Une serviteur méritant et Tant le Kiaï-Youen, trois nouvelles chinoises. E. Dentu, Paris. Reprint in Six nouvelles chinoises , Éditions Bleu de Chine, Paris, 1999
- Hervey de Saint-Denys (1892). Six nouvelles nouvelles, traduites pour la première fois du chinois par le Marquis d’Hervey-Saint-Denys. Éditions J. Maisonneuve, Collection Les Littératures Populaires, t. XXX, Paris. Reprint in Six nouvelles chinoises, Éditions Bleu de Chine, Paris, 1999
- Hervey de Saint-Denys (2004). Écoutez là-bas, sous les rayons de la lune, traduzione di Li Bai e note del marchese d'Hervey Saint-Denis, Redaction Céline Pillon

## Fordítás
- Ez a szócikk részben vagy egészben  a   Marie-Jean-Léon, Marquis d'Hervey de Saint Denys című angol Wikipédia-szócikk ezen változatának fordításán alapul.  Az eredeti cikk szerkesztőit annak laptörténete sorolja fel. Ez a jelzés csupán a megfogalmazás eredetét és a szerzői jogokat jelzi, nem szolgál a cikkben szereplő információk forrásmegjelöléseként.